# Chlorophorus abnepos
Chlorophorus abnepos es una especie de escarabajo longicornio del género Chlorophorus, categorizada en la tribu Clytini, de la subfamilia Cerambycinae. Fue descrita por Viktora en 2020.

## Descripción
Mide 7,5-8,97 mm de longitud.

## Distribución
Se distribuye por Malasia.